# Țebea
Țebea is een dorp in de regio Transsylvanië, in het Roemeense district Hunedoara. Het dorp ligt 7 km ten noordwesten van Brad. In Țebea sprak de lokale timmerman Ursu Horea tegen zijn mensen onder een eik, die tot 2005 zijn naam droeg. In dat jaar is de eik door een storm omver geblazen. Onder de eik van Țebea kwamen in 1784 de leiders van Roemeense boeren bijeen om een opstand te beramen tegen het Hongaarse gezag. Hun belangrijkste doel was de afschaffing van de lijfeigenschap. De opstand, geleid door Horea, werd neergeslagen. In 1848 kwamen boerenleiders opnieuw, ditmaal onder leiding van Horea's nazaat Avram Iancu, onder de eik van Țebea bijeen. 
In het dorp is een monument te vinden van Avram Iancu, alsook zijn graf. Ion Buteanu is hier eveneens begraven.

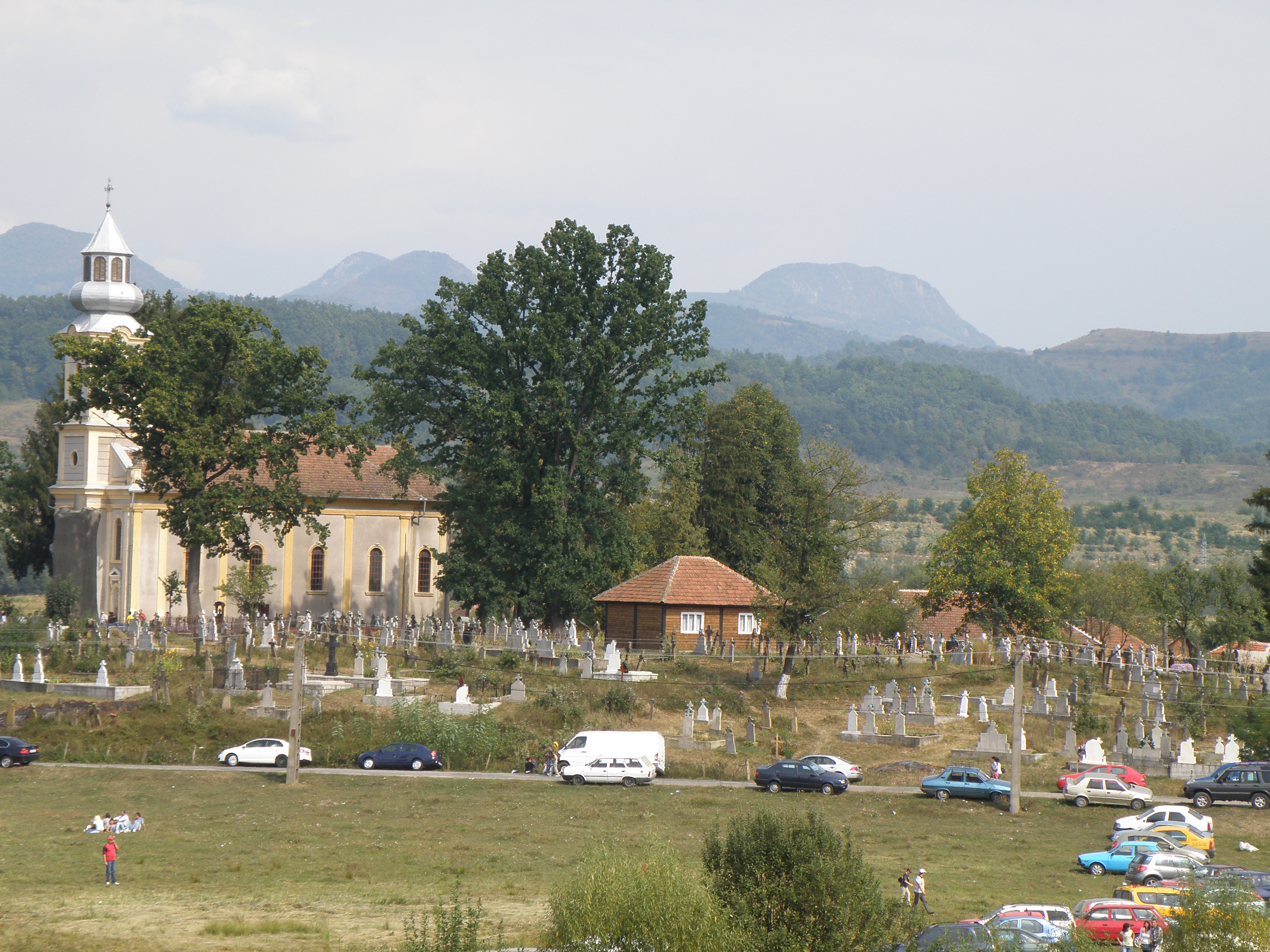
Gezicht op het dorp